# Петраке Поєнару
Петраке Поєнару (рум. Petrache Poenaru; *10 січня 1799, Бенешть, Волощина, Османська імперія — †2 жовтня 1875) — румунський учений-енциклопедист, винахідник і громадський діяч епохи Просвітництва.

## Біографія
Народився в досить багатій родині, його дядько був зацікавлений в розвитку освіти, тоді як більша частина населення Волощина в той час була неписьменна. Закінчив в 1818 середню школу в Крайові, потім деякий час працював клерком і переписувачем у місцевого єпископа, в 1820-1821 викладав грецьку мову в Бухаресті. Під час повстання проти турків в 1821 був особистим секретарем лідера повстання Тудора Владимиреску і був відправлений ним як посол до великих держав, щоб просити у них підтримки в боротьбі Румунії за незалежність. Після розгрому повстання уникнув арешту і сховався в Сібіу (Трансільванія).
У 1822 зумів отримати стипендію на навчання у Відні, де вивчав різні технічні науки, математику, фізику і геодезію, а також англійську, французьку, італійську, давньогрецьку і латинську мови; в 1824 отримав від волоського князя нову стипендію і на деякий час повернувся до Румунії, де викладав. У 1826 знову поїхав вчитися, на цей раз до Франції, де вивчав геодезію і картографію. Будучи студентом в Парижі, Пойнару винайшов першу в світі авторучку, на яку отримав патент від французького уряду 25 травня 1827. У 1831 році навчався у Великій Британії, де вивчав, зокрема, методи видобутку корисних копалин і металургію.
Повернувшись на батьківщину в 1832, працював у школах спочатку викладачем, потім став директором і був зайнятий у сфері освіти до 1841, написавши безліч шкільних підручників з різних предметів і двотомний французько-румунський словник. У 1841 був обраний депутатом волоських національних зборів. Брав участь в революційних виступах 1848, виступаючи, зокрема, за наділення громадянськими правами циган. У 1850-1855 був секретарем волоського міністерства закордонних справ, а з 1864, після об'єднання Молдови та Волощини, був членом комітету з громадських робіт. З 1856 був активним членом місцевої масонської ложі. 18 вересня 1870 був обраний членом Румунської академії наук.
Він був одночасно математиком, фізиком, інженером, винахідником, викладачем і організатором системи освіти, а також політиком, агрономом і зоотехніком. У 1833 заснував школу агрономії і сільського господарства («філармонію»), також заснував ботанічний сад і Національний музей старожитностей в Бухаресті. Активно займався безкоштовним поширенням сільськогосподарських знань серед селянського населення Румунії.